# 基里巴斯國徽
基里巴斯國徽是一面盾徽。圖案與國旗同。下面飾帶以基里巴斯語書「興旺、和平、富強」。国徽图案为红色背景，中间是一只金色的小军舰鸟，鸟居于一轮冉冉升起的太阳之上，周围是白蓝条纹（象征太平洋），三对条纹代表该国的三个群岛（吉尔伯特群岛、菲尼克斯群岛和莱恩群岛）。17道太阳光芒代表吉尔伯特岛的16个岛屿和巴纳巴岛（昔日的海洋岛屿）。盾徽下的绶带上刻有吉尔伯特人的座右铭：健康、和平与繁荣。